# Elecciones presidenciales de Guatemala de julio de 1944
Las elecciones presidenciales se celebraron en Guatemala el 4 de julio de 1944.
El presidente Jorge Ubico y Castañeda renunció el 1 de julio de 1944. "Durante las últimas dos semanas de junio, estudiantes, maestros, trabajadores, mujeres y profesionales de la clase media habían demostrado su oposición a sus políticas dictatoriales. El viejo dictador luchó al principio y luego decidió que ya había tenido suficiente. Dejó el poder en manos de un triunvirato militar "
El nuevo junta estuvo integrada por Buenaventura Pineda, Eduardo Villagrán, y Federico Ponce Vaides.
El 4 de julio,  el miembro más ambicioso de la junta, General Ponce, fácilmente convenció al Congreso para elegirlo presidente provisional.
Las tropas de Ponce reúnen a los delegados del Congreso y los obligan a votar por él.